# André 3000
André Lauren Benjamin (rođen 27. svibnja 1975.), poznatiji kao André 3000 je američki reper, tekstopisac, glumac i producent. André je zajedno s Big Boijem u hip hop grupi Outkast.

## Glazbena karijera
U srednjoj školi, Benjamin je upoznao Big Boija. Nakon nekoliko lirskih borba, duo je osnovao grupu Outkast. Nakon završetka škole objavili su prvi album pod nazivom Southernplayalisticadillacmuzik, 1994. godine. Na kraju godine Outkast je imenovan za najbolju novu hip hop grupu.

## Diskografija

### Produkcija
2003.
Kelis - Tasty
- 08. "Millionaire" (feat. André 3000)

Big Gipp - Mutant Mindframe
- 07. "Boogie Man" (feat. André 3000)

Killer Mike - Monster
- 03. "Akshon (Yeah!)"

2004.
Gwen Stefani - Love. Angel. Music. Baby.
- 12. "Long Way to Go" (feat. André 3000)

2010.
Big Boi - Sir Lucious Left Foot: The Son of Chico Dusty
- 08. "You Ain't No DJ" (feat. Yelawolf)

2011.
Beyoncé Knowles - 4
- 05. "Party" (feat. André 3000)

2011.
Lil Wayne - Tha Carter IV
- 08. "Interlude" (feat. Tech N9ne & André 3000)

## Filmografija

### Filmovi
| Godina | Film               | Uloga                          | Bilješke  |
| ------ | ------------------ | ------------------------------ | --------- |
| 2003.  | Hollywood Homicide | Silk Brown                     |           |
| 2005.  | Be Cool            | Dabu                           |           |
| 2005.  | Four Brothers      | Jeremiah Mercer                |           |
| 2005.  | Volcano High       | Kim Yung Soo                   | Samo glas |
| 2005.  | Revolver           | Avi                            |           |
| 2006.  | Idlewild           | Percival                       |           |
| 2006.  | Charlotte's Web    | Elwyn the Crow                 | Samo glas |
| 2006.  | Scary Movie 4      | Jack                           |           |
| 2007.  | Fracture           | George                         |           |
| 2007.  | Battle in Seattle  | Django                         |           |
| 2008.  | Semi-Pro           | Clarence 'Coffee Black' Malone |           |

### Televizija
| Godina        | Emisija       | Uloga                                                        | Bilješke                |
| ------------- | ------------- | ------------------------------------------------------------ | ----------------------- |
| 2004.; 2008.  | The Shield    | Comic Book Store Owner then later politician, Robert Huggins | Dvije epizode           |
| 2006. – 2007. | Class of 3000 | Sunny Bridges                                                | dvadeset i šest epizoda |
| 2008.         | About a Girl  | Security guard                                               | Jedna epizoda           |

### Videoigre
Benjamin je posudio glas u videoigri L.A. Rush.

## Vanjske poveznice
- André 3000 na Internet Movie Databaseu